# Cats and the Fiddle
| Cats and the Fiddle                       | Cats and the Fiddle                       |
| Kattints az alábbi külső linkek egyikére! | Kattints az alábbi külső linkek egyikére! |
| ----------------------------------------- | ----------------------------------------- |
| Nem található szabad kép.(?)              |                                           |
| külső link · jogvédett                    | Cats and the Fiddle                       |

A Cats and the Fiddle egy afroamerikai énekegyüttes volt, amely 1937-ben alakult Chicagóban. 1951-ig működött, és ez idő alatt több mint 30 gramofonlemezt adott ki. Hangszerelésükben basszusgitár, tenorgitár, ukulele, még 10 húros ukulelék is voltak.
Karakteres daluk előadása, („I Miss You So”) számos előadó repertoárján ott volt.

## Pályakép
Az „I Miss You So” dzsessz-sztenderd lett. Az évek során előadta például a Lionel Hampton, a Lee Andrews & the Hearts, a The Mills Brothers, Fats Domino, Paul Anka, Charles Brown, Barry Young, a Nat King Cole Trio, Earl Grant, Julie London, Connie Francis, Diana Krall, Jermaine Jackson, Kay Starr, Mel Carter, Charlie Rich, Mickey Gilley, Chris Connor, Etta Jones, és még sokan.
Cats and the Fiddle sajátos együttes volt, és nem nagyon hasonlított a kor más együtteseihez. Frenetikus scatjaik voltak, az olyan balladákat énekeltek, mint a „Please Don’t Leave Me Now” és az „I Miss You So”, olyan a blues-alapú dalokat, mint például az „I'm Gonna Pull My Hair” − amelyek New Orleans-i jam sessionokra emlékeztetnek.
Az évek során a Cats and the Fiddle együttes tagösszetétele több változáson ment keresztül.

## Tagok
- Jimmy Henderson (tenorista)
- Chuck Barksdale (basszista)
- Austin Powell (vezető énekes, gitáros)
- Herbie Mills (vezető énekes)
- Lloyd "Tiny" Grimes (tenorista, gitáros)
- George Stienbeck (basszista)
- Mifflin "Pee Wee" Branford (tenorista)
- Hank Haslett (vezető énekes)
- Emmitt Slay (tenorista)
- Johnny Davis (tenorista)
- Stanley Gaines (basszista)
- Shirley Moore (énekes)
- Doris Knighton (énekes)

## Lemezek
- I Miss You So
- Chickies in the House / Napoleon's Rant / Duncan's Dance
- Road to Lisdoonvarna / Morrison's Jig / Drowsy Maggie
- Blue Heron / Cranky Crawdads / Mittens on the Moon
- Horsdanz / Macy's Jig / Heather's Hound
- The Enneagram
- Path to Alexandria / Mushtaq's Jig / Sleepy Camel
- Ghillie Callum / Musical Priest / Butterfly Jig / Swallowtail Jig
- Wandering Willie / The Wily Old Bachelor / Within a Mile of Clonbur
- Piobaireachd
- ContrariDance
- Teague's Ailment / Fisher's Hornpipe / Alexander's Hornpipe
- Wild Seeds